# Sthenias madurae
Sthenias madurae là một loài bọ cánh cứng trong họ Cerambycidae.